# جورج هام
جورج هام هو رئيس تحرير صحيفة كندي، ولد في 23 أغسطس 1847 في ترنتون ‏ في كندا، وتوفي في 16 أبريل 1926 في مونتريال في كندا.